# Missió Albany
La Missió Albany va ser un assalt paracaigudista nocturn fet per la 101a Divisió Aerotransportada el 6 de juny de 1944, com a part dels operacions aerotransportades estatunidenques a Normandia. Va ser el pas inicial de l'operació Neptú, l'assalt de la invasió aliada de França, l'operació Overlord. 6.928 paracaigudistes van saltar des de 443 transports C-47 Skytrain en una zona d'uns 39 km² localitzats a la cantonada sud-oest de la península de Cotentin, cinc hores abans dels desembarcament del Dia-D. Els salts van quedar dispersats pel mal temps i per un foc antiaeri alemany en una zona el doble de gran, amb algunes tropes arribant a caure fins a 32 km lluny.
La divisió va aconseguir la majoria d'objectius del Dia-D, però necessità quatre dies per reunir totes les seves unitats disperses i completar la seva missió d'assegurar el flanc esquerre i la rereguarda del VII Corps, reforçats per 2.300 tropes de planadors que desembarcaren per mar.

## Rerefons
Els objectius de la 101 Aerotransportada eren assegurar les quatre sortides de la platja Utah, destruir una bateria d'artilleria costanera a Saint-Martin-de-Varreville, capturar uns edificis propers a Mésières que es creia que servien com a casernes i com a lloc de comandament per a la bateria artillera, capturar el bloqueig al riu Douve a la Barquette (davant de Carentan), capturar dos ponts entre Douve a la Porte davant Brévands, destruir uns ponts a Douver i a Sainte-Come-du-Mont, i assegurar la vall del Douve.
En el procés, les unitats també malmetrien les comunicacions alemanyes, formarien bloqueigs de carretera per obstaculitzar els moviments dels reforços alemanys, establir una línia defensiva entre la platja i Volognes, netejar la zona de salt fins al límit a Les Forges, i enllaçar amb la 82a Divisió Aerotransportada.
Les forces alemanyes a la zona eren el 3r batalló del 1058è Regiment Granader (91a Divisió d'Aterratge Aeri) a Saint Come-du-Mont, el 919è Regiment Granader (709a divisió d'Infanteria) davant Utah Beach, el 191è Regiment d'Artilleria (dotada amb obusos de 105mm), i el 6è Regiment de Paracaigudistes, enviat a Carentan durant el Dia-D.

## Planificació
Albany era la primera de les dues missions paracaigudistes, amb la Missió Boston que ocorregué una hora després amb el salt de la 82a Divisió Aerotransportada. Cadascuna de les missions consistia en un salt de 3 regiments. Les zones de llançament de la 101 es trobaven a l'est i al sud de Sainte-Mère-Église, i anomenades A, C i D de nord a sud (la Zona de Salt B havia estat destinada a la 501è Regiment d'Infanteria Paracaigudista abans dels canvis al pla original fets el 27 de maig).

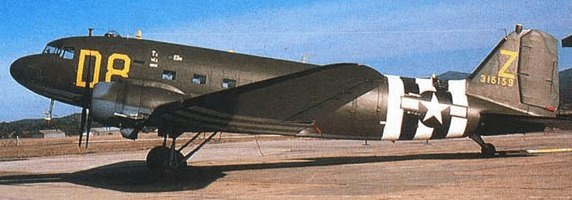
C-47 del 439è Grup de Transport de Tropes, que portà el 506 PIR a Normandia. Avió del comandant de grup, "guix" 1 de la sèrie 11, destinat a la Zona de Salt C

Cadascun dels Regiments d'Infanteria Paracaigudista (PIR) va ser transportat per 3 o 4 "sèries" (formacions que contenien 36, 45, ó 54 C-47s), totalitzant 10 sèries i 432 avions. Els avions, individualment numerats en una sèrie de "números de guix" (literalment, números escrits en guix sobre els avions per ajudar els paracaigudistes a embarcar en l'avió correcte), estaven organitzats en vols en ruta, en un patró anomenat "V de Vs" (3 avions en V triangulars, organitzats en una V major de 9 avions). Estava programat que les sèries passessin sobre les zones de salt en intervals de 6 minuts. Els paracaigudistes estaven organitzats en "pals", i cada avió carregava entre 15 i 18 homes.
Els salts principals havien estat precedits a cada zona per 3 equips d'exploradors que arribaren mitja hora abans de l'assalt principal per situar les ajudes de navegació, incloent-hi els fars de resposta de radar Rebecca/Eureka i llums de situació, per ajudar els C-47 a localitzar els DZ a la foscor.
Per aconseguir la sorpresa, els salts van ser provinents de l'oest i a baixa alçada. Les sèries s'enlairaren des de les 22:30 del 5 de juny, reunint-se en formació i volant pel sud-oest d'Anglaterra sobre el canal de la Mànega a 150 metres sobre el nivell del mar per evitar la cobertura del radar alemany. Un cop sobre l'aigua tots els llums, excepte els de formació, van apagar-se, i aquests van ser reduïts fins a la seva intensitat més baixa. A un vaixell marcador amb nom clau "Hoboken" i que portava un far Eureka van girar cap a l'esquerra cap al sud-est i volaren entre les Illes Anglonormandes de Guernsey i Alderney cap al seu punt inicial a la costa de Cotentin a Portbail, nom clau Muleshoe.
Sobre la península de Cotentin nombrosos factors van afectar negativament l'exactitud dels salts, incloent-hi un sòlid banc de núvols sobre tota la meitat occidental dels 35 km d'ample de la península a una alçada de penetració de 460 metres sobre el mar; una opaca boira baixa, i un intens foc antiaeri alemany. Però el factor principal que limità l'èxit de les unitats paracaigudistes, car magnificà tots els errors conseqüents dels factors anteriors, va ser la decisió de fer un salt paracaigudista massiu nocturn.

## Assalt del Dia-D

### Zona de salt A

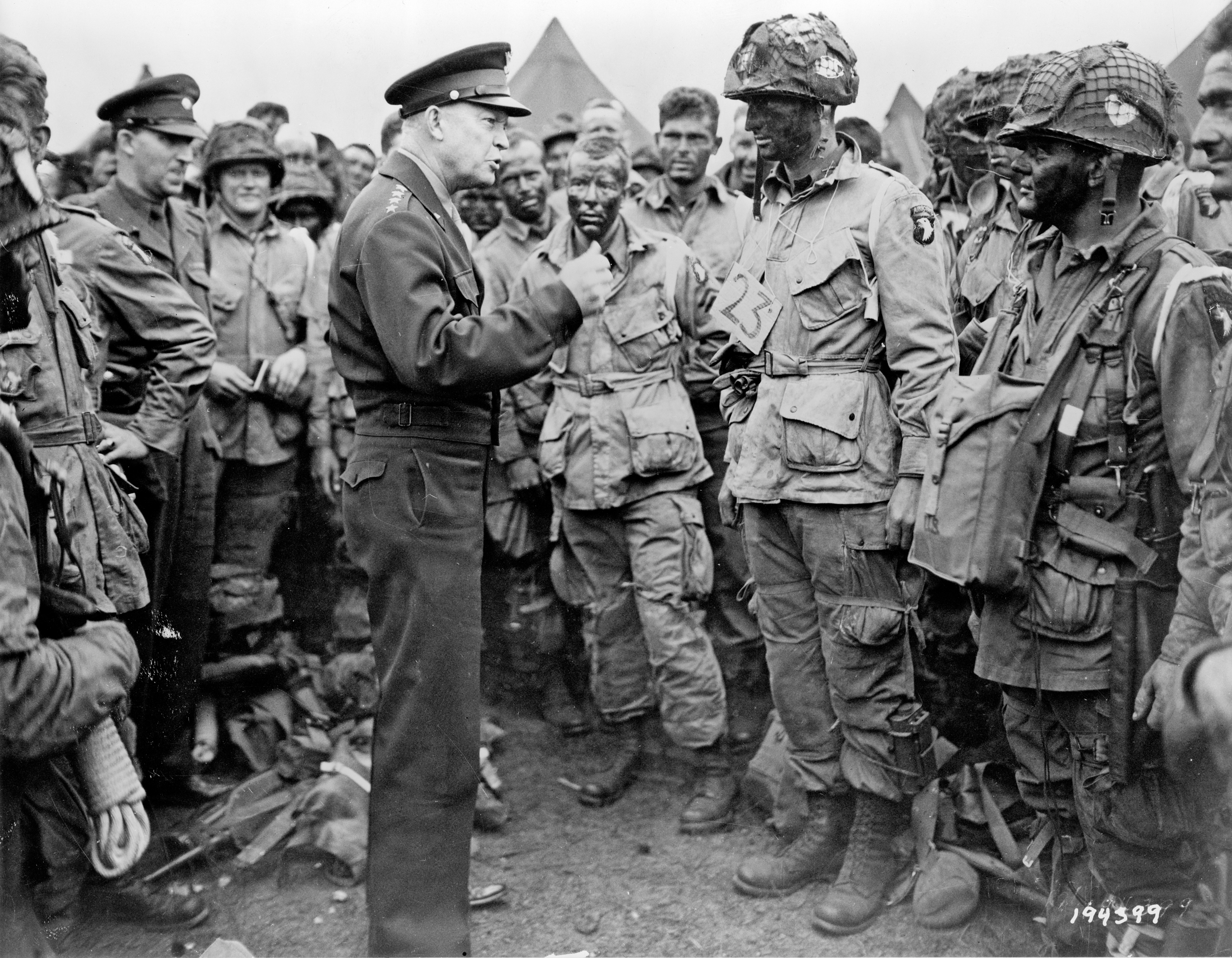
El general Eisenhower parla amb el tinent Wallace Strobel i els homes de la Companyia E 502 PIR el 5 de juny. El cartell que porta Strobel indica que ell és el cap de salt del Guix 23 del 438 TCG.

Els paracaigudistes de la 101 Aerotransportada Àligues Cridaneres van saltar entre les 00:48 i les 01:40 hora d'estiu britànica del 6 de juny. La primera onada, que havia d'anar a la Zona de Salt A (la més septentrional), no es va veure afectada pel banc de núvols i va mantenir la formació, però errors de navegació i una fallada en la recepció d'Eureka ocasionà el primer error. Gairebé tot el 2n batalló del 502 PIR va saltar com una unitat compacta, però saltant sobre una zona equivocada, mentre que el seu comandant, tinent coronel Steve A. Chappuis, va caure virtualment sol a la zona correcta. Chappuis i el seu grup van capturar la bateria costanera poc després de reunir-se, adonant-se que havia estat desmantellada després d'un atac aeri.
La major part de la resta del 502 PIR (70 ó 80 grups) saltaren de manera desorganitzada sobre la zona senyalada pels exploradors prop de la platja. Els comandants dels batallons 1r i 3r, Tt. Col. Patrick J. Cassidy (1/502) i Tt. Col. Robert G Cole (3/502), van reunir petits grups i acompliren les missions que tenien assignades. El grup de Cassidy va capturar Saint Martin-de-Varreville a les 06:30, enviant una patrulla a càrrec del sergent Harrison C. Summers per assetjar l'objectiu XYZ, unes casernes a Mésières, i per situar una línia defensiva entre Foucarville i Beuzeville. El grup de Cole es mogué durant la nit des de Saint Mère Eglise fins a la bateria de Varreville, continuant i capturant la Sortida 3 a les 07:30. Van mantenir la posició durant el matí fins a ser rellevades per tropes que avançaven terra endins des de Utah Beach. Ambdós comandants torbaren la Sortida 4 coberta pel foc d'artilleria alemany i Cassidy recomanà que la 4a divisió d'Infanteria no emprés aquella sortida.
A l'artilleria de la divisió el salt no li va anar tan bé. El seu salt va ser un dels pitjors de l'operació, perdent tots els seus obusos llevat d'un, i llençant 52 de les 54 càrregues de quatre a 32 km al nord, on la majoria finalment van ser baixes.

### Zona de salt C
La segona onada, destinada al salt del 506 PIR sobre la Zona de Salt C estava a 1,6 km a l'oest de Sainte Marie-du-Mont, quedant molt dispersa a causa dels núvols i per l'intens foc antiaèri que van suportar durant 16 km. Tres dels 81 C-47 van perdre's durant el salt. Un, pilotat pel tinent Marvin F. Muir del 439è Grup de Transport de Tropes, va incendiar-se. El Tinent Muir va aconseguir mantenir estabilitzat l'avió mentre que els homes saltaven, morint quan l'avió s'estavellà immediatament després (Muir va ser condecorat a títol pòstum amb la Creu del Servei Distingit). Malgrat l'oposició, el 1r Batalló del 506 PIR (la reserva original de la divisió) va saltar a tota velocitat sobre la Zona C, amb dos terços dels seus homes dispersos (entre ells el comandant del regiment, coronel Robert F. Sink) dispersos en una milla de la zona de saltament.
El 2n Batalló, gran part del qual saltà massa a l'oest de Sainte-Mère-Église, es reuní prop de Foucarvile, a l'extrem nord de la zona d'objectiu de la 101. Va avançar combatent fins al llogaret de le Chemin, prop de Houdienville, on arribà a mitja tarda, descobrint que feia hores que la 4a divisió havia arribat a la sortida. El 3r Batalló del 501 PIR, que també havia de saltar a la Zona C, va quedar encara més dispers; però va poder complir la missió d'assegurar les sortides. Un equip de la mida d'una companyia, que incloïa el comandant de la divisió, Major General Maxwell D. Taylor arribà a la sortida de Pouppeville a les 06:00.
Després de 6 hores de combats netejant casa per casa contra el 1058è Regiment de Granaders, el grup assegurà la sortida poc abans que les tropes de la 4a Divisió arrivessin.

### Zona de salt D
La tercera onada també va trobar-se un sever foc antiaeri, perdent 6 avions. Malgrat això, els transports de tropes van fer un salt acurat, aconseguint deixar 94 dels 132 grups a la zona de llançament, però part de la zona estava cobert per foc de metralladora i de morter que causà moltes baixes abans que moltes tropes poguessin sortir de les seves rampes. Entre els morts havien dos dels 3 comandants de batalló i l'oficial executiu del 3/506è.
El comandant supervivent del batalló, Tt Col. Robert A. Ballard, reuní 250 soldats i avançà cap a Saint Côme-du-Mont per completar la seva missió de destruir els ponts sobre el Douve. A menys de mig kilòmetre del seu objectiu a les Droueries, va ser aturat per grups del III batalló del 1058 Regiment de Granaders. Un altre grup de 50 homes, reunits pel S-3 del regiment, Major Richard J. Allen, atacà la mateixa zona des de l'est a Basse-Addeville, però també van quedar atrapats.
El comandant del 501r PIR, Col. Howard R. Johnson, reuní 150 homes i capturà el seu objectiu principal, el bloqueig de la Barquette, a les 04:00. Després d'establir posicions defensives, el coronel Johnson tornà a la zona de llançament i reuní 100 homes més, incloent-hi el grup d'Allen, per reforçar el cap de pont. Malgrat el foc artiller naval del creuer Quincy, el batalló de Ballard no va poder capturar Saint Côme-du-Mont ni unir-se a les forces del coronel Johnson.
L'oficial S-3 del 3r Batalló del 506è PIR, capità Charles G. Shettle, reuní una secció i aconseguí un altre objectiu en arribar a 2 ponts prop de la Porte a les 04:30 i travessant-los a la riba est. Quan començaren a quedar-se sense munició després de destruir diversos emplaçaments de metralladora, es retiraren a la riba oest. Durant la nit van anar arribant nous paracaigudistes, arribant a doblar el nombre d'efectius, rebutjant un intent alemany de travessar el pont.

### Altres accions
Dos accions notables més van tenir lloc prop de Sainte Marie-du-Mont, realitzades per unitats del 506 PIR, totes dues per destruir bateries d'obusos de 105mm del III batalló del 191r Regiment d'Artilleria. Cap a les 08:30, homes de la Companyia E del 506 PIR, comandats pel tinent Richard D. Winters, van superar una força 3-4 vegades superior, destruint 4 canons a Brécourt Manor.
Cap al vespre, mentre reconeixia la zona en jeep, el coronel Sink s'assabentà que havien descobert una nova bateria de 4 canons a Holdy, entre la seva base i Sainte Marie-du-Mont, i els defensors tenien uns 70 paracaigudistes bloquejats. El capità Lloyd E. Patch (companyia del Quarter General 1/506) i el capità Knut H. Raudstein (companyia C 506 PIR) comandaren 70 paracaigudismes fins a Holdy i envoltaren la posició. La força combinada continuà el setge de Sainte Marie-du-Mont. Una secció del 502 PIR destruí 3 dels 4 canons abans que el coronel Sink enviés quatre jeeps per salvar els canons per usar-los ells.
Al final del Dia-D, el general Taylor i el seu ajudant, brigadier general Anthony C. McAuliffe tornaren de la seva incursió a Pouppeville. Taylor disposava d'uns 2.500 dels seus 6.000 homes, molts dels quals estaven a la zona del 506 a Culoville, amb una feble línia defensiva a l'oest de Saint Germain-du-Varreville. Dos planadors van portar alguns reforços, però en el transcurs de l'acció va morir l'altre ajudant, el brigadier general Don F. Pratt. El 327è d'Infanteria en Planador havia avançat des de Utah Beach, però només es tenien notícies del 3r Batalló.
La 101a Divisió Aerotransportada havia acomplert la seva missió més important d'assegurar les sortides de les platges, però tenia un forat en les seves posicions prop del riu Douve, pel qual els alemanys podien moure divisions cuirassades. Els tres grups havien establert contacte entre ells, però no amb la resta de la divisió. Una mancança d'equipaments de ràdio, ocasionada per les pèrdues durant els salts, exacerbà els seus problemes de control. Taylor va fer que la destrucció dels ponts del Douve fos la màxima prioritat de la divisió, delegant la feina en el coronel Sink, que donà les ordres al 1r batalló 401 d'Infanteria en Planador perquè dirigís 3 batallons cap al sud l'endemà al matí.

## Taula de moviments aeris – Missió Albany
| Sèrie | Unitat Paracaigudista                            | Grup de transport de tropes | # de C-47s | Base al Regne Unit  | Zona de Salt | Arribada a la Zona de Salt |
| 1     | Exploradors                                      | 1r Pathfinder Prov.         | 3          | RAF North Witham    | A            | 00:20                      |
| 2     | Exploradors                                      | 1r Pathfinder Prov.         | 3          | RAF North Witham    | C            | 00:25                      |
| 6A    | Exploradors                                      | 1r Pathfinder Prov.         | 2          | RAF North Witham    | C            | 00:27                      |
| 3     | Exploradors                                      | 1r Pathfinder Prov.         | 3          | RAF North Witham    | D            | 0035                       |
| 7     | 2n Batalló 502 PIR                               | 438è TCG                    | 36         | RAF Greenham Common | A            | 00:48                      |
| 8     | 3r Batalló 502 PIR                               | 438è TCG                    | 45         | RAF Greenham Common | A            | 00:50                      |
| 9     | 1r Batalló 502 PIR                               | 436è TCG                    | 36         | RAF Membury         | A            | 00:55                      |
| 10    | 377è Para FA                                     | 436th TCG                   | 54         | RAF Membury         | A            | 01:08                      |
| 11    | 1r Batalló 506 PIR                               | 439è TCG                    | 45         | RAF Upottery        | C            | 01:14                      |
| 12    | 2n Batalló 502 PIR                               | 439è TCG                    | 36         | RAF Upottery        | C            | 01:20                      |
| 13    | 3r Batalló 501 PIR Quarter General de la Divisió | 435è TCG                    | 45         | RAF Welford         | C            | 01:20                      |
| 14    | 1r Batalló 501 PIR                               | 441r TCG                    | 45         | RAF Merryfield      | D            | 01:26                      |
| 15    | 2n Batalló 501 PIR                               | 441r TCG                    | 45         | RAF Merryfield      | D            | 01:34                      |
| 16    | 3r Batalló 502 PIR 326è Batalló d'Enginyers      | 440è TCG                    | 45         | RAF Exeter          | D            | 01:40                      |

SOURCE: D-Day Etat des Lieux

## Saint Côme-du-Mont
La 101a Divisió Aerotransportada lluità dues batalles a Normandia després del Dia-D. La primera va ser a Saint Côme-du-Mont, que va ser per completar el seu objectiu d'impedir qualsevol possible contraatac del sud del riu Douve, sent considerada com a part de la seva missió original.

### Dead Man's Corner, 7 de juny
El multi-batalló de reconeixement cap a Saint Côme-du-Mont saltà a les 04:30 com estava previst, però sense la força d'un batalló d'infanteria en planador, el qual encara no havia arribat. La ciutat estava defensada per homes del 3r Batalló del 1058è Regiment de Granaders en posicions preparades entre Droueries i Basse-Addeville, que havien aturat l'avanç del 2/501 el Dia-D. A la mateixa ciutat es trobava el 2n Batalló del 6è Regiment Fallschirmjäger (FJR6), que s'havia atrinxerat al nord i a l'est en tornar de Sainte Mère-Eglise durant la nit. El seu 1r Batalló es trobava a Sainte Marie-du-Mont però perdé el contacte amb el cos principal. A mesura que la batalla tenia lloc durant el dia, el comandant del FJR6, Oberstleutnant Friedrich von der Heydte, va fer moure la meitat del seu 3r Batalló des de Carentan per reforçar el III./1058 i defensar el turó.
Els afeblits 1r i 2n batallons del 506 PIR es mogueren en la foscor enmig de les cledes, sotmesos contínuament a foc de franctiradors. Van cobrir el camí entre Culoville a Vierville (1,6 km) en quatre hores. Van sobrepassar la ciutat, i després d'avançar un centenar de metres quan sis tancs Sherman de la Companyia A del 746è Batalló de Tancs van aparèixer. Van avançar un altre quilòmetre, amb els alemanys penetrant entre ells, abans que un franctirador matés el comandant del 1r batalló, el tinent coronel William L. Turner. Van haver-se de fer atacs per netejar les cledes dels flancs i l'avanç s'aturà. Usant un tanc lleuger Stuart recent arribat com a suport, la companyia D va aconseguir avançar 3 km a les 18:30 fins a l'objectiu del batalló, el nus de carreteres de Sain Côme-du-Mont i Carentan. Però el tanc va ser destruït per un impacte directe, i les restes i la tripulació morta li van donar el mal nom de "Dead Man's Corner" (Racó de l'Home Mort). La companyia A seguí la companyia D fins als afores de Saint Côme-du-Mont, però totes dues van ser reclamades abans de mitjanit, quan cap altra unitat podia consolidar la posició.
Durant el matí, el 1r batalló del FJR6 avançà camp a través intentant arribar a les seves pròpies línies. Van ser observats pel coronel Sink durant el matí, però no van ser identificats com a enemics a temps d'atacar-los. Al vespre, els paracaigudistes alemanys travessaren els aiguamolls i es trobaren les bosses del coronel Johnson i del capità Shettle. Després de breus intercanvis de foc a mitja tarda, en els que entre 90 i 100 van morir i un nombre semblant van ser ferits, tots membres d'un batalló format per 800 homes, llevat de 25, van rendir-se, 250 a Shettle i 350 a Johnson.

### Segona ronda, 8 de juny
Sink renovà l'atac a les 04:45 amb una preparació d'artilleria sobre les posicions d'avançada alemanyes. Atacà en un front de 3 batallons, amb l'1/401 GIR a l'esquerra, el 3/501 PIR al centre i el 3/501 PIR a la dreta de la columna. A causa del terreny vallat, cada batalló atacà amb dues companyies en línia, seccions en columna. El 1/401 havia d'atacar per Dead Man's Corner, el 3/501 per la carretera de Carentan just per sota del poble, i el 506 directament cap a Saint Côme-du-Mont. L'artilleria proveiria d'una barrera d'artilleria canviant cada 4 minuts. En total, el 65è Batalló d'Artilleria de Camp Cuirassada disparà 2.500 projectils de 105mm sobre els defensors de Saint Côme-du-Mont en els primers 90 minuts de combat.
Els batallons del 506 estaven tan exhausts que en lloc d'atacar per les cledes, es dirigiren cap a l'esquerra per seguir la carretera de Vierville. La companyia D, com havia fet el dia anterior, avançà sense oposició des de Dead Man's Corner i des d'allà per la carretera de Saint Côme-du-Mont. El 1/401, incapaç de superar les posicions alemanyes del seu front, intentà flanquejar-les per la seva dreta. L'efecte va ser que, després de destruir els defensors alemanys a les Droueries que havien aturat l'avanç de la divisió durant dos dies, el 3/501 al centre va poder llançar-se a l'atac.
Les unitats van reorganitzar-se amb les companyies del 506 rebent l'ordre d'establir una línia defensiva de nord a sud davant del poble, a través de la carretera de Vierville. El 3/501 passà a l'esquerra i arribà a la carretera de Carentan a les 09:00. El seu comandant cregué que la guarnició havia fugit i es girà al sud per capturar la calçada de Carentan, però va ser aturat per un punt fort en el segon pont i per foc de canons de 88mm. El 3/501 estava rebent un contraatac d'elements del FJR6 darrere seu. El batalló netejà la carretera darrera Dead Man's Corner i establí una forta línia defensiva d'est a oest des de la que va rebutjar fins a 5 contraatacs entre les 09:30 i les 16:00.

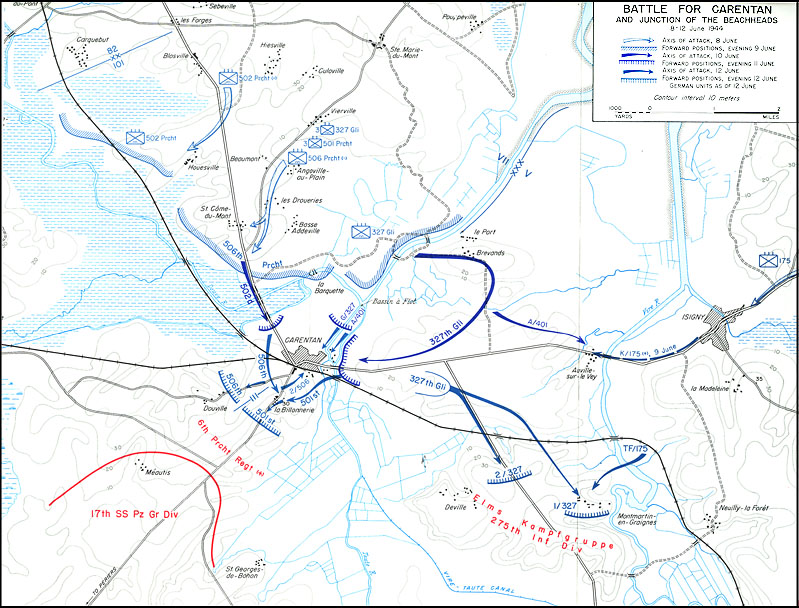
Carentan, 8–12 de juny de 1944

El 1/401 GIR, lluitant per primera vegada, estava entre les unitats de paracaigudistes i participà en una batalla d'un dia de duració a Basse-Addeville. A les 16:00 se li ordenà anar a l'oest, passar per l'escletxa entre el 501 i el 506 i capturar la ciutat. El 506 també envià patrulles cap al davant i ambdós aconseguiren avançar sense oposició. Membres del III./1058, després de durs combats durant dos dies, van retirar-se sense ordres durant el dia, posant la defensa en perill de col·lapsar-se. Com a resultat, l'oberstleutnant von der Heydte ordenà avançar cap a l'oest, travessar el riu i avançar cap a Carentan per la via el tren, destruint el pont ferroviari. Tot i els atacs, capturaren el tren regimental del 6è Fallschirmjäger de 40 carros, però la majoria de defensors escapà, destruint el segon dels quatre pont i una part de la via del tren en el procés.

## Carentan
El 9 de juny la 101 finalitzà la seva consolidació. El lent avanç en sortir d'Omaha Beach amoïnava els comandants Aliats, no fos que les divisions alemanyes que es dirigien cap a Carentan poguessin bloquejar la fusió de les dues platges; i el VII Cos ordenà la captura de Carentan a la 101 Aerotransportada. El reconeixement aeri de Carentan indicava que la ciutat podia estar lleugerament defensada, i es preparà un pla per capturar la ciutat mitjançant un doble embolcallament.
L'atac s'inicià poc després de la 01:00 el 10 de juny i va aconseguir encerclar la ciutat des de l'est, on elements del 327 GIR enllaçaren amb la 29a divisió d'infanteria americana. Un atac del 502 PIR a través de la calçada va ser bloquejat a un pont i per una dura resistència que només va poder ser superada l'endemà al matí mitjançant una càrrega a la baioneta i amb combat home a home. Després d'intentar expulsar els americans amb diversos contraatacs l'11 de juny, el FJR6 es retirà la nit de l'11-12 de juny, escassos de munició. Carentan va ser capturat el matí del 12 de juny.
Les unitats americanes continuaren avançant per expandir la zona al voltant de Carentan i per establir una sòlida línia defensiva. El 13 de juny van rebre un contraatac de la 17a divisió panzergrenadier SS Götz von Berlichingen i pràcticament van ser superats, però van ser salvats per la intervenció a temps del Comandament de Combat A de la 2a Divisió Cuirassada. A partir d'aquell moment, la 101 passà a un paper defensiu durant la resta de la seva estada a Normandia.

## Baixes
Les baixes de la 101a Divisió Aerotransportada el Dia-D van ser estimades a l'agost de 1944 en 1.240: 182 morts, 338 ferits i 501 desapareguts (presumiblement morts o capturats). Les baixes fins al 30 de juny, segons informà el VII Cos, van ser de 4.670: 546 morts, 2.217 ferits i 1.907 desapareguts.
Les baixes alemanyes es calculen en unes 4.500. El FJR6 patí la pèrdua absoluta de 2 batallons i parcialment perdé un tercer, i informà 3.000 baixes durant les primeres 7 setmanes de la batalla de Normandia, rebent 1.000 soldats nous durant la campanya. El III./1058 Grenadier de la 91a divisió d'infanteria va ser virtualment destruït, així com el 191è Regiment d'Artilleria, tot i que algunes de les seves unitats van ser destruïdes per la 4a divisió americana. Els combats a les sortides de la platja entre la 101 i el 919 Regiment Granader ocasionà diversos centenars de baixes.